# Belinda Goss
Belinda Goss (Devonport, 6 januari 1984) is een Australisch voormalig wielrenster.

## Carrière
Goss won in 2003 haar eerste medaille op de Australische kampioenschappen op de baan; bij de scratch reed ze naar het zilver. In latere jaren zou ze nationaal vooral bij de puntenkoers succesvol blijken, ze won tussen 2007 en 2010 viermaal goud op dit onderdeel. Bij de Wereldkampioenschappen baanwielrennen verscheen ze in 2007 voor het eerst bij de scratch, ze werd hier twaalfde. Tussen 2008 en 2010 zou ze op ditzelfde onderdeel driemaal op het podium eindigen; alle drie de keren won ze brons. Bij de Wereldbeker baanwielrennen bleek ze voornamelijk succesvol tussen 2007 en 2009. In die periode won ze op verschillende onderdelen in totaal acht medailles, waarvan een gouden bij de scratch.
Op de weg won Goss in 2007 twee etappes in de eerste editie van de Ronde van Chongming. In de tweede etappe versloeg ze in een massasprint onder andere Ellen van Dijk en een dag later herhaalde Goss dit kunstje. In het eindklassement eindigde ze als derde, achter Li Meifang en Van Dijk. Goss reed tweemaal de Ronde van Italië maar haalde in beide gevallen niet de laatste etappe. In 2012 verscheen ze aan de start in Dwars door Vlaanderen, destijds voor vrouwen nog een amateurwedstrijd, ze eindigde op een vijfde plaats achter winnares Monique van de Ree. Datzelfde jaar beëindigde Goss haar carrière. 

## Palmares

### Baanwielrennen
| Jaar | AK                                          | OK                    | WK                       | Overige                                                                                            |
| ---- | ------------------------------------------- | --------------------- | ------------------------ | -------------------------------------------------------------------------------------------------- |
| 2003 | scratch                                     |                       |                          | |
| 2004 |                                             |                       |                          | |
| 2005 | puntenkoers · scratch                       |                       |                          | WB Moskou: · scratch                                                                               |
| 2006 | scratch · 6e puntenkoers · 9e achtervolging | puntenkoers           |                          | |
| 2007 | puntenkoers · 4e scratch                    |                       | 12e scratch              | WB Manchester: · puntenkoers · scratch · WB Sydney: · ploegenachtervolging · WB Beijing: · scratch |
| 2008 | puntenkoers · 7e scratch                    | puntenkoers · scratch | scratch                  | WB Melbourne: · puntenkoers                                                                        |
| 2009 | puntenkoers · scratch                       |                       | scratch · 5e puntenkoers | WB Manchester: · scratch · ploegenachtervolging · WB Beijing: · scratch                            |
| 2010 | puntenkoers · scratch                       |                       | scratch                  | |

### Wegwielrennen
2004
4e etappe Geelong Tour
2007
2e en 3e etappe Ronde van Chongming
Puntenklassement Ronde van Chongming

#### Resultaten in voornaamste wedstrijden
| Jaar | Ronde van Italië | Ronde van Frankrijk | Ronde van Spanje |
| ---- | ---------------- | ------------------- | ---------------- |
| 2005 | buiten tijd      |                     |                  |
| 2006 |                  |                     |                  |
| 2007 |                  |                     |                  |
| 2008 |                  |                     |                  |
| 2009 | opgave           |                     |                  |
| 2010 |                  |                     |                  |
| 2011 |                  |                     |                  |
| 2012 |                  |                     |                  |

| Jaar | Ronde van Vlaanderen | Dwars door Vlaanderen | Waalse Pijl |
| ---- | -------------------- | --------------------- | ----------- |
| 2005 |                      |                       |             |
| 2006 |                      |                       |             |
| 2007 |                      |                       |             |
| 2008 | opgave               |                       |             |
| 2009 |                      |                       |             |
| 2010 |                      |                       |             |
| 2011 |                      |                       | opgave      |
| 2012 | opgave               | 5e                    |             |